# 王象春
王象春（1583年—1643年），原名王象巽，字季木，號文水、虞求，别号湖居士。山東濟南府新城縣（今桓台县）人，明朝政治人物。

## 生平
出生於新城官宦世家。萬曆三十一年（1603年）癸卯科山東鄉試第二十名舉人，萬曆三十八年（1610年）中庚戌科會試第二名，廷试三甲二百四十名进士，和錢謙益同年。吏部观政，四十年壬子順天同考，因科场贿买案被弹劾，告病回原籍新城。萬曆四十五年降除上林院監典簿，四十六年陞南京大理寺評事，官至南京吏部考功郎。天啓五年（1625年）正月以東林门户被削夺。崇祯四年（1631年），孔有德部率领三千人马驰援大凌河，驻兵山东吴桥，因風雪交加，粮饷匮乏，又遭逢縣令畢自寅主導閉門罷市，難以補充。有士兵偷王象春家里的鸡，王象春之子王與文要求孔有德將此士兵「穿箭遊街」，引起軍隊不滿。饥寒交迫的士兵哗變，遂反攻登州，沿途大肆劫掠，王家莊園遭焚殺尤慘，王象復及其子與夔均死，象春僥倖逃脫。崇祯五年（1632）十二月因感傷過度而病卒。

## 文學
工詩，詩宗前後七子。《列朝詩集小傳》稱：“余為極論近代詩文之流弊，因切規之。……季木退而深惟，未嘗不是吾言也。”

## 家族
王象春出身新城王氏家族。曾祖王麟，教授，贈通議大夫，戶部左侍郎，入鄉賢；祖父王重光，太僕寺卿，贈右都御史，諭祭葬，入名宦、鄉賢；父王之猷，浙江按察使，入鄉賢；母李氏（贈淑人）。
兄王象乾（見任兵部尚書）；王象坤（山西右布政使）；王象蒙（光禄寺丞）；王象泰（癸酉亞元）；王象震；王象賁（戶部員外郎）；王象晉（中書舍人）；王象艮（廩生）；王象斗（戶部主事）；王象節（翰林檢討）；王象恒（監察御史）；王象復（監生）；王象孚；王象鼎（增生）；王象豐（守備）；王象益（庠生）。弟王象履（廩生）；王象曾。
王象春是王之猷少子，王象晋堂弟。